# Christoph Jäger
Christoph Jäger (* 1965) ist ein deutscher Philosoph und Hochschullehrer.

## Leben
Er studierte Philosophie an der Universität Münster, der Universität Hamburg und, als Promotionsstipendiat der Studienstiftung des Deutschen Volkes, an der Oxford University. Nach dem Magister Artium in Philosophie 1992 in Münster mit einer Arbeit über Gottlob Frege und der Promotion 1994 in Münster mit einer Arbeit über Selbstreferenz und Selbstbewusstsein war er wissenschaftlicher Assistent am Institut für Philosophie der Universität Leipzig. 2001 lehrte er Visiting Assistant Professor am Department of Philosophy der Georgetown University, Washington, 2007 als James Collins Visiting Professor am Department of Philosophy der St. Louis University und 2005 bis 2010 als University Lecturer in Philosophy am King’s College der University of Aberdeen. Nach der Habilitation 2003 in Philosophie an der Fakultät für Sozialwissenschaften und Philosophie in Leipzig (venia legendi für Philosophie) war er außerdem Heisenberg-Stipendiat der Deutschen Forschungsgemeinschaft und Gastprofessor am Institut für Christliche Philosophie der Universität Innsbruck. Seit 2014 lehrt er dort als Universitätsprofessor für Philosophie mit den Schwerpunkten Erkenntnistheorie und Philosophie des Mittelalters. Im Wintersemester 2021/22 war er Visiting Scholar an der Humboldt-Universität zu Berlin. Zum Sommersemester 2022 übernahm er dort die Guardini-Professur für Religionsphilosophie und Theologische Ideengeschichte.
Seine Forschungsschwerpunkte sind soziale Erkenntnistheorie, allgemeine Erkenntnistheorie, Religionsphilosophie, mittelalterliche Theorien der Willensfreiheit und die Theorie der Emotionen.

## Schriften (Auswahl)
- Selbstreferenz und Selbstbewusstsein, Paderborn 1999, ISBN 3-89785-048-6 (zugleich Dissertation, Münster 1994).
- Rechtfertigung und religiöser Glaube, OCLC 76446403 (Habilitationsschrift, Leipzig 2003).

Herausgeberschaft
- Analytische Religionsphilosophie (UTB 2021), Paderborn 1998, ISBN 3-8252-2021-4.
- mit Georg Meggle: Kunst und Erkenntnis (KunstPhilosophie 6), Paderborn 2005, ISBN 3-89785-352-3.
- mit Elke Brendel: Contextualisms in Epistemology, Dordrecht 2005, ISBN 978-1-4020-3181-6.
- mit Winfried Löffler: Epistemology. Contexts, Values, Disagreement. Proceedings of the 34th International Ludwig Wittgenstein-Symposium in Kirchberg am Wechsel, Austria 2011 (Publications of the Austrian Ludwig Wittgenstein Society. New Series 19), Lancaster 2012, ISBN 3-86838-160-0.
- mit Hans Kraml und Gerhard Leibold: Luis de Molina: Göttlicher Plan und menschliche Freiheit. Concordia, Disputation 52 (Philosophische Bibliothek 695), Hamburg 2018, ISBN 3-7873-3023-2.